# Château des Baux-de-Provence
Le château des Baux-de-Provence est un château fort en ruine et un important site touristique provençal des Baux-de-Provence dans le département des Bouches-du-Rhône.

## Historique

### Les guerres baussenques
Le château a été érigé au XIe siècle, pour les seigneurs de Baux. Durant les deux siècles qui suivent, Les Baux furent un lieu important entre culture et politique de la Provence médiévale du fait de la puissance de la famille régnante, bien que souvent frappés par les guerres locales, notamment les guerres baussenques qui firent rage entre 1145 et 1162 pour la succession de Provence.

### Le siège de Jean de Vienne

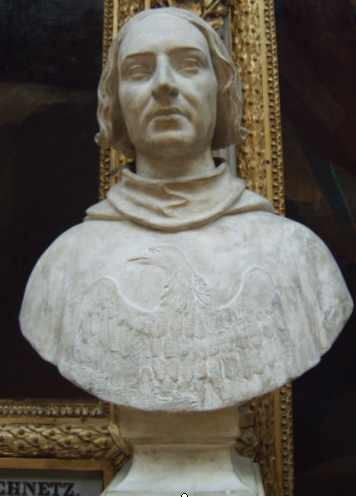
Buste de Jean de Vienne, galerie des batailles, château de Versailles

De 1372 à 1399, Raymond de Turenne, oncle d'Alix des Baux est le véritable seigneur des lieux. En 1393, pour tenter de mettre un terme à la guerre que menait le vicomte de Turenne, neveu de Grégoire XI, contre le comté de Provence et la papauté d'Avignon, Marie de Blois, régente du royaume de Naples, réussit à circonvenir Jean de Vienne pour mettre le siège devant le château des Baux.
« Madame ma Royne, si quelque ennemi vilainement vous traite nous lui courons sus avec grands abois et extrême âpreté de courroux ! » aurait affirmé l’amiral.
Le 7 juin 1393, il se présenta au pied de la forteresse baussenque avec ses 6 000 hommes de troupe, tandis que le sénéchal de Provence Georges de Marle, était rappelé du Piémont pour mettre le siège devant Meyrargues et Saint-Paul-le-Fougassier, autres fiefs tenus par les hommes du vicomte de Turenne.
La ville d’Arles avait décidé de participer militairement au siège des Baux en envoyant vingt-cinq lances et vingt-cinq hommes de trait, des arbalétriers. Pour les solder, les syndics Auzias Raymondi, Bernard Quiquerani et Geoffroy Johannès avaient emprunté, au nom de la communauté arlésienne, 250 florins d’or auprès des Juifs d’Arles.

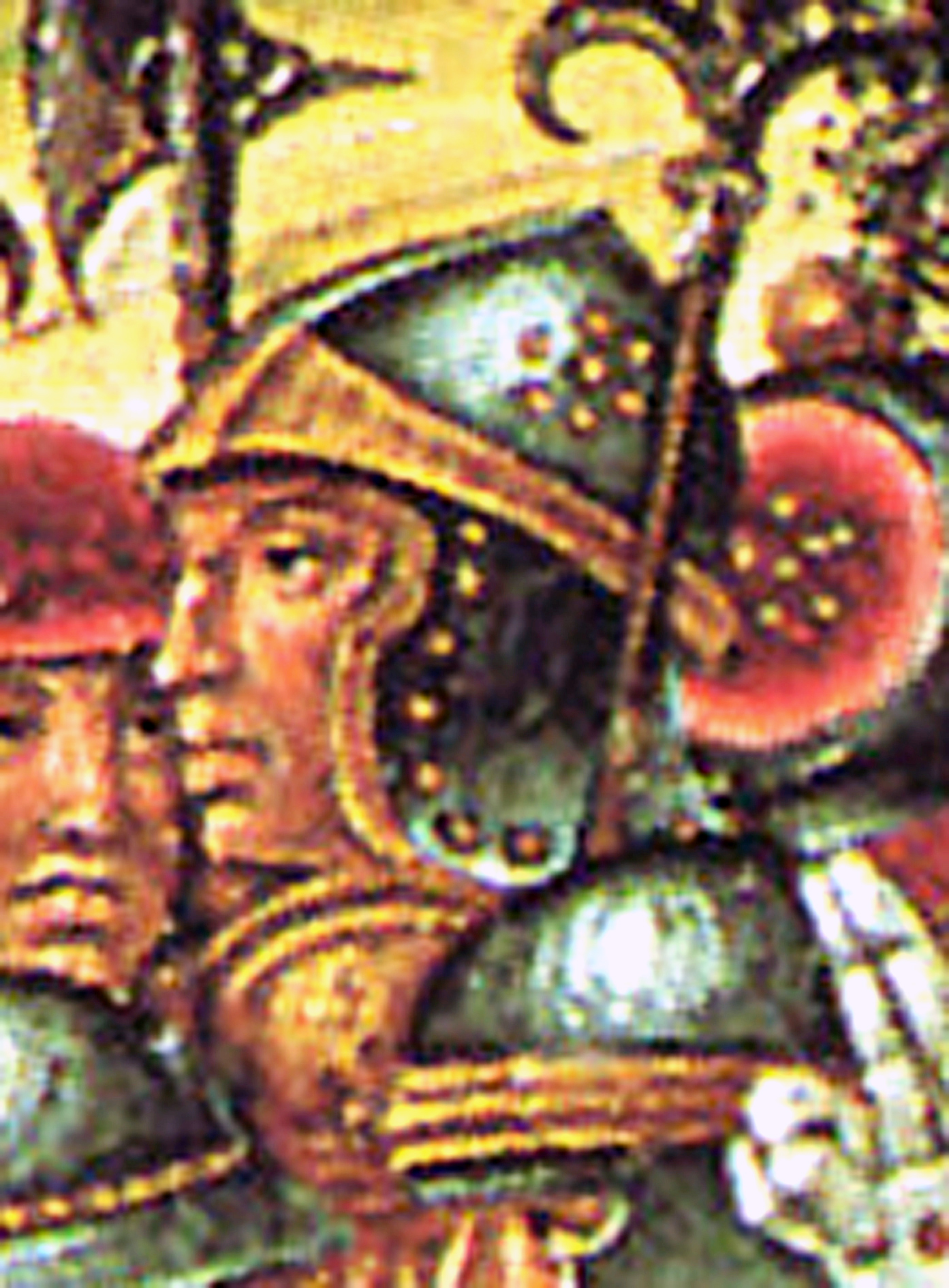
Raymond de Turenne
par Girolamo di Benvenuto
fresque de l’Ospedale Santa-Maria della Scala à Sienne.

Les États de Provence, réunis à Aix, le 1er août 1393, mirent à prix la tête de Raymond de Turenne en promettant une prime de 10 000 florins d’or à qui le ramènerait mort ou vif.
Le 12 août 1393, Marie de Blois délivra à Arles des lettres contenant quittance des 500 florins que la communauté lui avait donnés « pour la dépense qu’elle avait faite au siège des Baux ». Le 8 septembre, la ville de Tarascon envoie cent nouveaux hommes d’armes au siège des Baux sous le commandement des capitaines Ferrier de Tarascon, Rosso de Johanfilhas, Jean Bernart et Auquier d’Argence. Mais le correspondant avignonnais de Francesco di Marco Datini constatait deux jours plus tard : « Les hommes d’armes du pape sont encore autour des Baux, ils ne font rien ». Une nouvelle missive envoyée à Prato, en date du 15 septembre 1393 informait « Il ne s’est rien passé de nouveau au sujet de l’expédition des Baux. Si ce n’est cependant que les hommes d’armes restent là, à l’assiéger, sans rien faire de nouveau. L’Amiral s’en est allé à Paris, voici longtemps, et le Sénéchal demeure à Avignon la plupart du temps, si bien que les choses traînent en longueur ».
À la mi-septembre, trois redoutes construites à Tarascon furent installées pour protéger les troupes assiégeant les Baux et empêcher tout secours à Raymond de Turenne. Les trois ordres lors des États Généraux de Provence n’avaient pourtant prévu que deux redoutes. L’information est donnée à Francesco di Marco Datini par son facteur avignonnais Nicolaio di Bonaccorso dans son courrier du 20 septembre 1393 : « Pour ce qui est de la guerre de Messire Raymond, on a fait à Tarascon trois bastilles de bois pour les placer aux Baux en trois endroits de façon à avoir la force de pouvoir se défendre des gens de Messire Raymond et de pouvoir empêcher aux gens et aux vivres de se rendre aux Baux ». Ces trois bastides furent érigées avec du bois fourni par la ville d’Avignon. Elles furent construites par dix maîtres charpentiers payés par Tarascon. Protégées par une cuirasse de peaux de bœufs, comme les béliers, ces bastides ou tours roulantes, d’une hauteur d’environ 50 mètres, étaient d’une utilisation hasardeuse sauf quand elles attaquaient en nombre.
Mais début octobre, le siège fut transformé en blocus. C’est ce qu’indique Nicolaio di Bonaccorso dans son courrier à Prato, daté du 4 octobre 1393. Le même, dans une autre lettre adressée à Francesco di Marco Datini, envoyée d’Avignon le 30 octobre, modula son enthousiasme en considérant l’incompétence des assiégeants « qui s’engraissent avec les soldes qu’ils reçoivent » tandis que les Provençaux sont accablés d’impôts pour financer cette guerre.
Enfin, le 4 octobre 1393 « Le siège des Baux est levé et on installe les gens d’armes dans les bois qui se trouvent aux alentours ; la chose ira ainsi tout l’hiver et au printemps, ils feront une nouvelle guerre ; ainsi s’accoutume et se gâte ce pays ».

### ClémentVIIanathématise Raymond de Turenne
Le vicomte fit alors proclamer les noms du pape de Rome, Boniface IX et de Ladislas de Duras, roi de Naples, de Sicile et de Jérusalem, comte de Provence.
La Cour pontificale d'Avignon répliqua le 13 décembre 1393. Clément VII jeta, sur Turenne et ses séides, l’anathème. Il traitait, dans sa bulle, Raymond de « fils ingrat crachant à la figure de l'Église ». Il le sommait de restituer les biens et les terres par lui usurpés et le convoquait au prochain consistoire avec ses complices comme « larrons, incendiaires, bandits et dévastateurs publics ».
Raymond de Turenne en ravageant et en vidant les campagnes, en rançonnant les Conseils de Ville, les nobles, le clergé, le pouvoir comtal et papal, grevait durablement les finances pontificales et celles des États du Comtat et de Provence. Marie de Blois obtint contre lui le soutien des trois ordres qui levèrent, de 1392 à 1394 puis de 1396 à 1397, des taxes nouvelles sur la farine, le sel puis sur toutes les autres denrées excepté le pain et le vin. Sous le pontificat de Clément VII, les revenus annuels de son Église ont été pourtant estimés à environ 180 000 florins d'or par an, soit 43 000 florins de moins seulement que le budget dont disposait Jean XXII, qui était le plus considérable qu'aient eu les pontifes avignonnais. Une grande partie fut engloutie dans ses conflits avec Raymond de Turenne. À tel point que son successeur, Benoît XIII, à court d'argent, demanda à Raymond de Cadoëne, abbé général de l'abbaye de Cluny, d'imposer son ordre de 600 000 florins tant pour pallier la défection du royaume de France que pour continuer à lutter militairement contre le vicomte.

### Boucicaut épouse Antoinette de Turenne

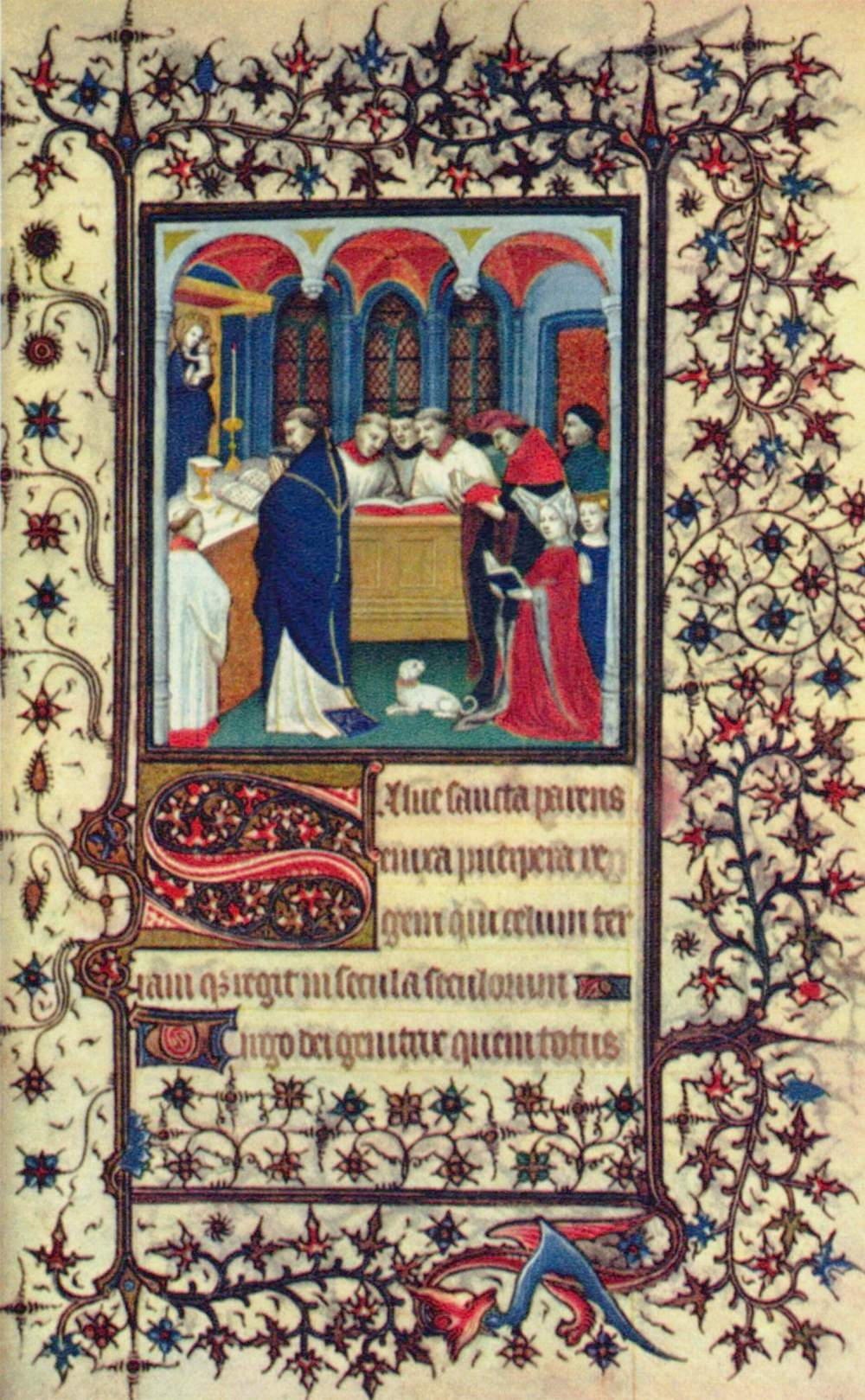
Messe de mariage d'Antoinette de Turenne et du Maréchal Boucicaut.

Il fut sauvé par la cour de France. Le Conseil du roi qui n'avait pas meilleur allié en Provence que les Roger de Beaufort, famille du vicomte, décida que le maréchal Boucicaut ferait un excellent époux pour Antoinette, la fille unique de Raymond, âgée alors d’environ dix-sept ans. Le mariage, en dépit de l'opposition pontificale, fut célébré par Bernard Trévenq, vicaire, dans la citadelle des Baux, le 23 décembre 1393. La cérémonie eut lieu dans la chapelle castrale des Baux, dédiée à Sainte-Marie-des-Fontaines. Ce lieu de culte fut placé au XVe siècle sous l’invocation de sainte Catherine.
Le contrat de mariage fut rédigé le même jour par le notaire apostolique Pierre Morgant, diacre d’Orléans, et Jean Fressat, notaire public. Raymond de Turenne se réservait, à la mort de son père, de pouvoir échanger les fiefs attribués en dot contre le comté de Beaufort. En cas de mort de Boucicaut avant son épouse ou de mariage stérile, la dot retournerait aux Roger de Beaufort. Lors de son mariage, Antoinette de Turenne déclara renoncer à tout autre droit sur l’héritage paternel. Quant à la rente délivrée par Boucicaut à son épouse, Raymond s’en remettait au roi Charles VI et à ses oncles « selon raison et l’estat de la dicte fille ». Le maréchal Boucicaut recevait en dot le comté d’Alès, la baronnie d’Anduze, les fiefs de Portes-Bertrand et de Saint-Étienne-de-Valfrancesque. Le gendre du vicomte affirma être prêt à soutenir la querelle de son beau-père et même à lui céder son château de Boulbon à la date du 1er avril 1394.
De plus, il promettait que ses héritiers mâles porteraient sur leur écu les armes de Turenne écartelées des siennes. La nouvelle se répandit jusqu’en Italie puisqu'une lettre datée du 4 janvier 1394 et conservée à Prato, aux Archives Datini, indique : « Messire Raymond a marié sa fille à Messire Boucicaut qui est un grand personnage, très en faveur auprès du roi de France, et son connétable. Il est venu secrètement, a passé le Rhône, est allé aux Baux et l’a épousé là et confirmé le mariage ».

### Rattachement au comté de Provence
En 1426, les Baux sont rattachés au comté de Provence, avant que celui-ci ne soit définitivement rattaché au royaume de France en 1486. En 1528, le château est administré par le connétable de Montmorency et de 1562 à 1598, il est à nouveau touché par les guerres de Religion. Il est finalement démantelé en 1632 et sombre dans l'oubli.

## Description

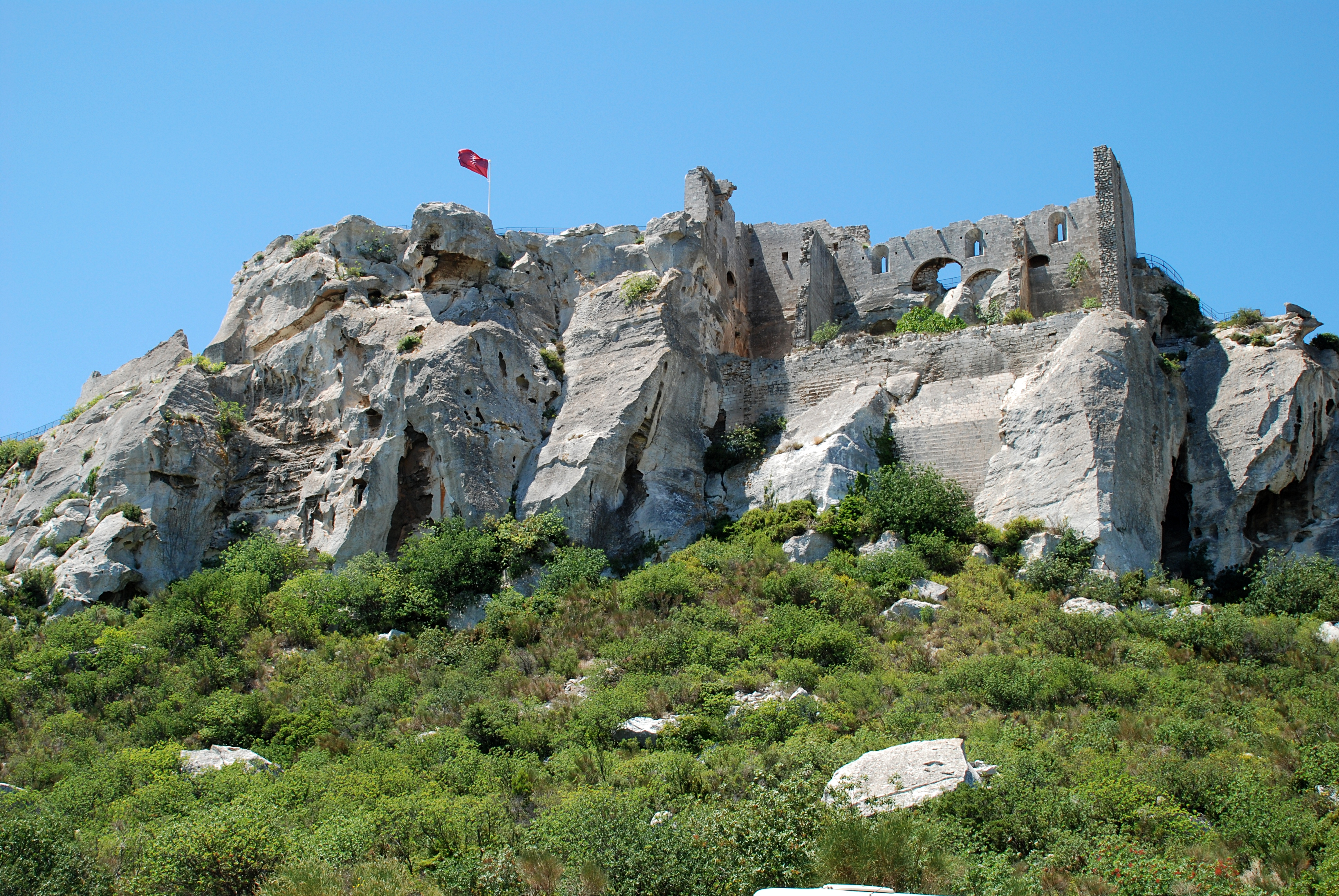
Le château des Baux vu de la vallée.

L’extraordinaire château fort semi-troglodytique, situé sur une barre rocheuse du flanc sud du massif des Alpilles dominant le village, est l’un des plus anciens établissements féodaux d’Europe (le castrum Balcium est mentionné dès 975).
En fait le site des Baux a connu une occupation humaine permanente, il a été camp refuge dès le Néolithique et place forte à l'âge du fer. Le Moyen Âge et la Renaissance y ont laissé des éléments architecturaux exceptionnels.
Vraisemblablement des Xe, XIe et XIIe siècles, la forteresse est munie d'un donjon rectangulaire du XIIIe siècle qui est la partie la mieux conservée. Le logis comporte des salles troglodytiques taillées dans le roc.
Il est entouré des tours « Sarrazine », « Paravelle »  et de la « tour des Bannes » (« Cornes » en provençal). Il existe également les vestiges d'une chapelle et d'une vaste enceinte extérieure. Les fouilles archéologiques permettent de mieux présenter et restaurer ce haut lieu de l'histoire. Les travaux ont commencé dans le secteur nord où les reconnaissances archéologiques ont été engagées depuis octobre 1991. Ils se sont poursuivis par le dégagement de la zone médiane du Terras et du château des Grimaldi.
Les travaux de remise en état de l'hôpital des Baux, dit de Quiqueran, constituent une anticipation sur les interventions au sud. Il présente un intérêt de tout premier ordre qui est à la fois architectural et historique. Avec celui de Brignoles (Var), l'hôpital des baux est un des rares exemples d'architecture hospitalière de la Renaissance en Provence.
L'enceinte, les restes de ses murs et de ses dépendances, ses tours, la tour des Bannes, la tour Sarrazine, la tour Parravelle et les autres tours voisines, le  donjon, ses bâtiments contigus et l'ancienne chapelle Sainte-Catherine ont été classés monument historique en 1875 par liste puis par arrêté du 9 juin 1904.

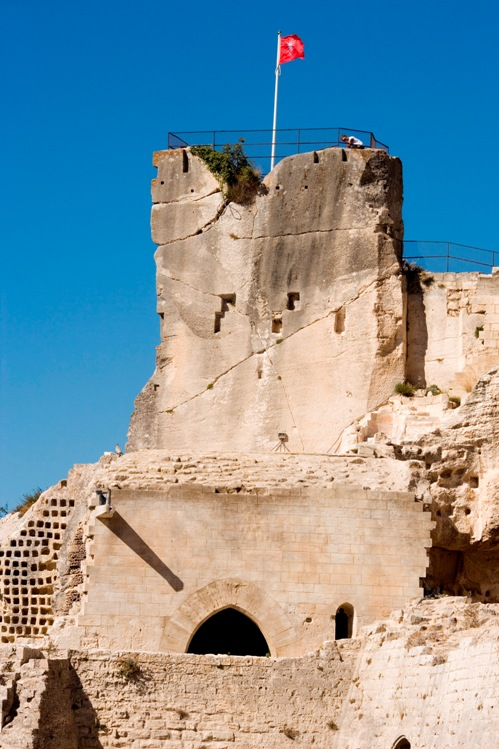
Le donjon.
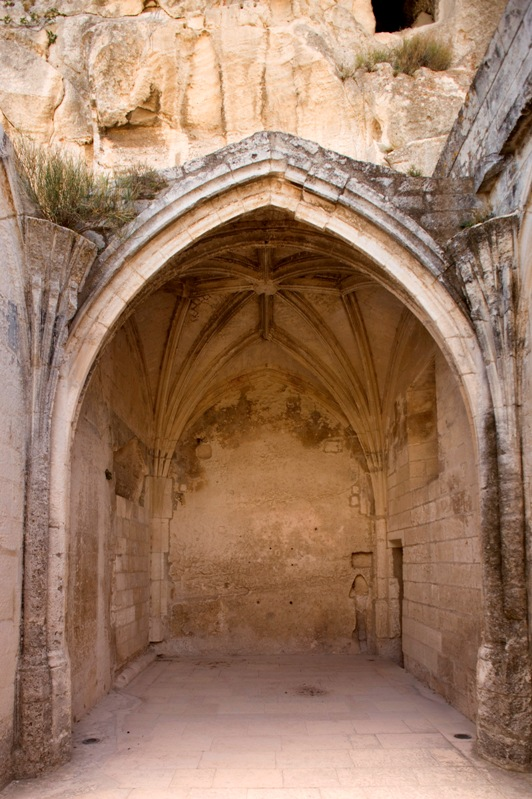
La chapelle castrale.
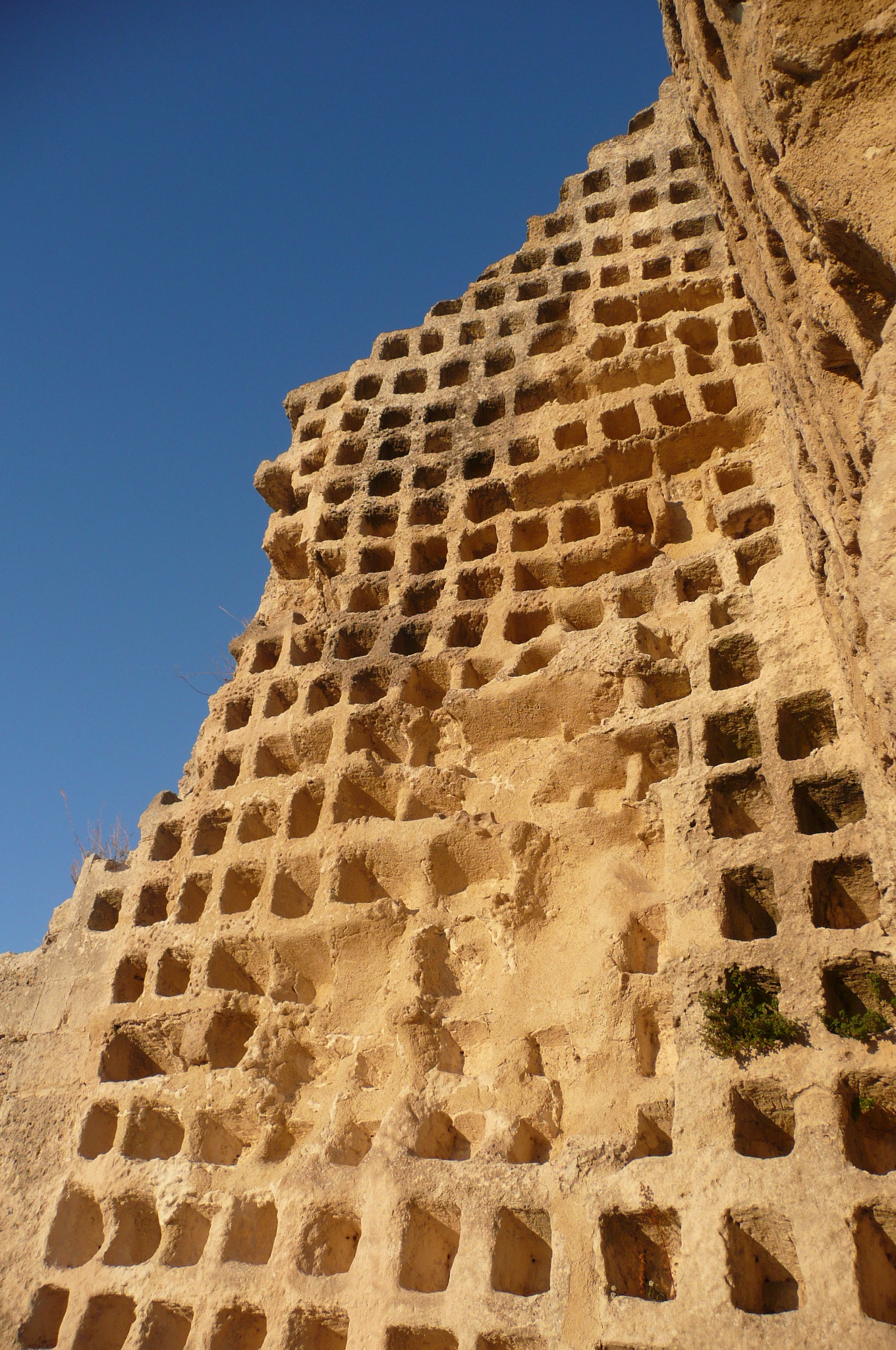
Le pigeonnier situé au pied du donjon.

## Les machines de siège médiévales
Sur le site sont exposées des reconstitutions d'engins de siège médiévaux : un trébuchet, une baliste (ou catapulte), un bélier, une bricole et un couillard.
Ces machines effectuent tous les jours des démonstrations de tir avec de véritables projectiles.

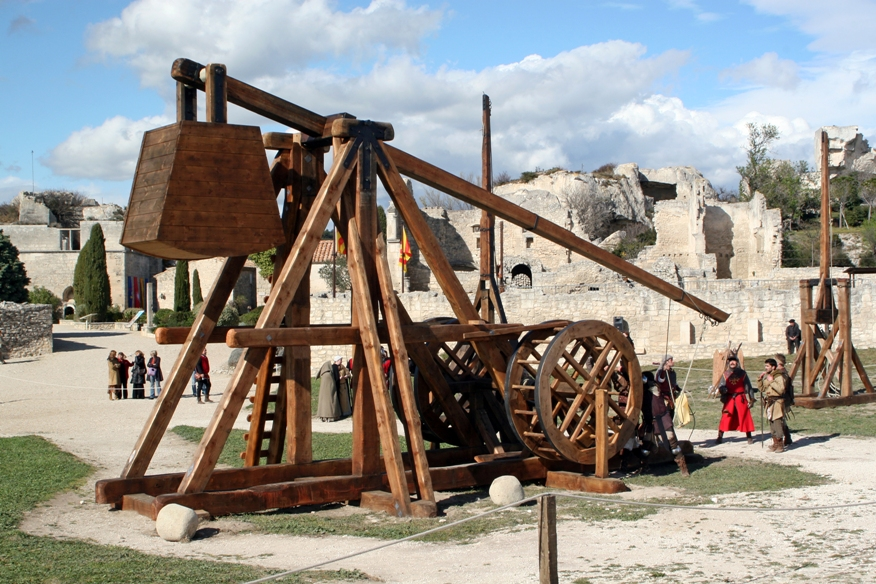
Trébuchet.
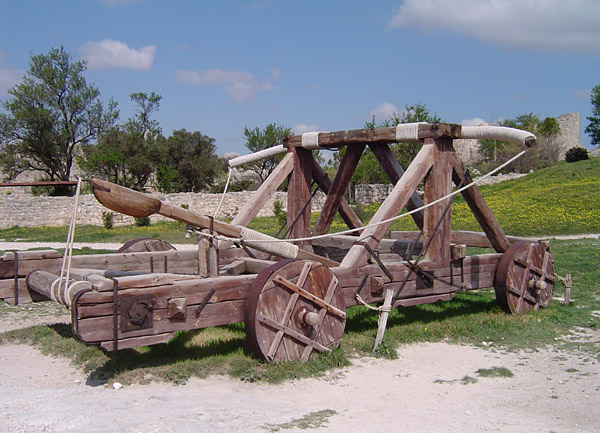
Catapulte.
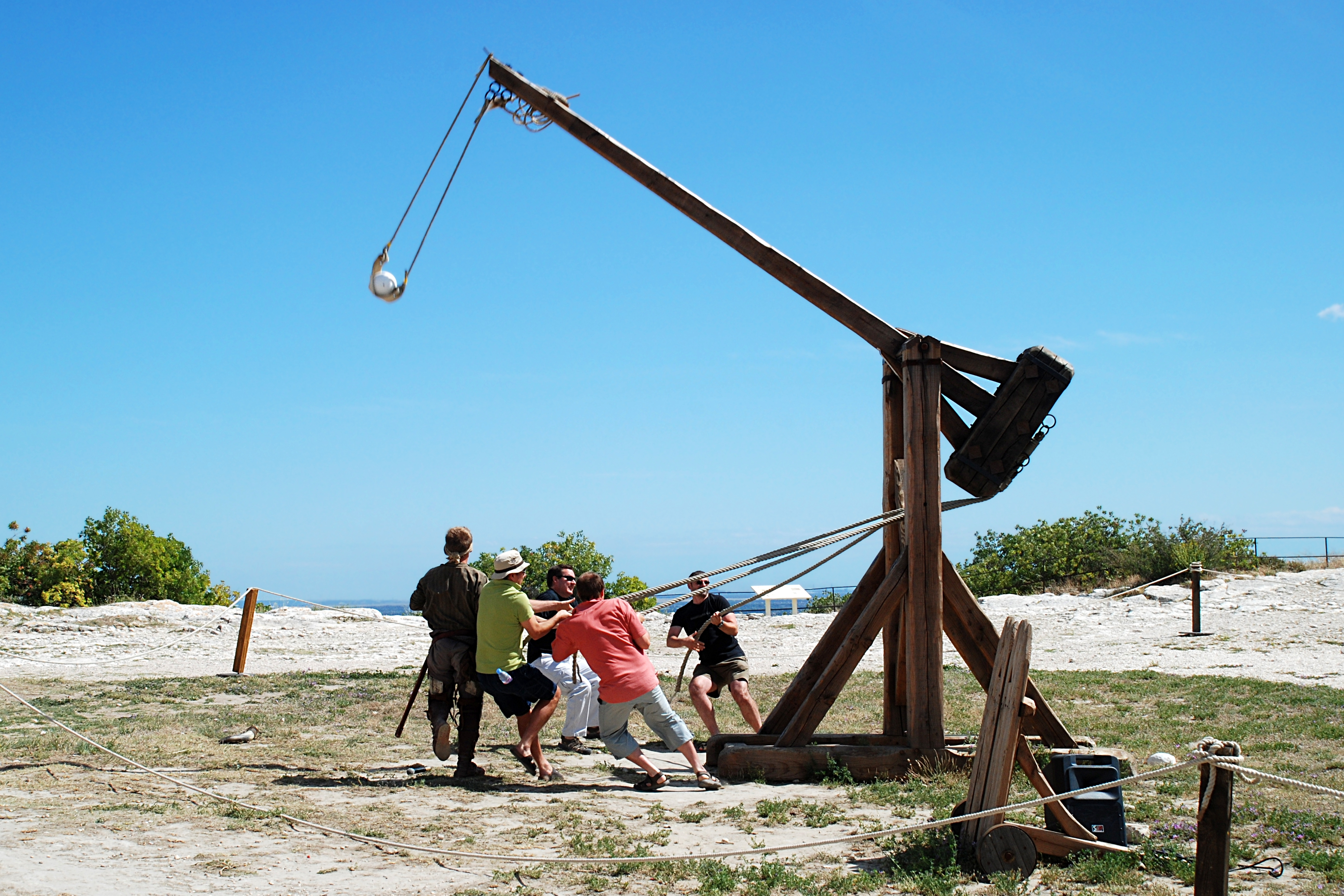
Bricole.

## Le panorama
Le site du château des Baux offre également un superbe panorama typiquement provençal : les oliveraies, la garrigue, les Alpilles, les villages alentour (Maussane-les-Alpilles, Le Paradou). Par temps clair, la vue s'étend jusqu'à la mer Méditerranée.

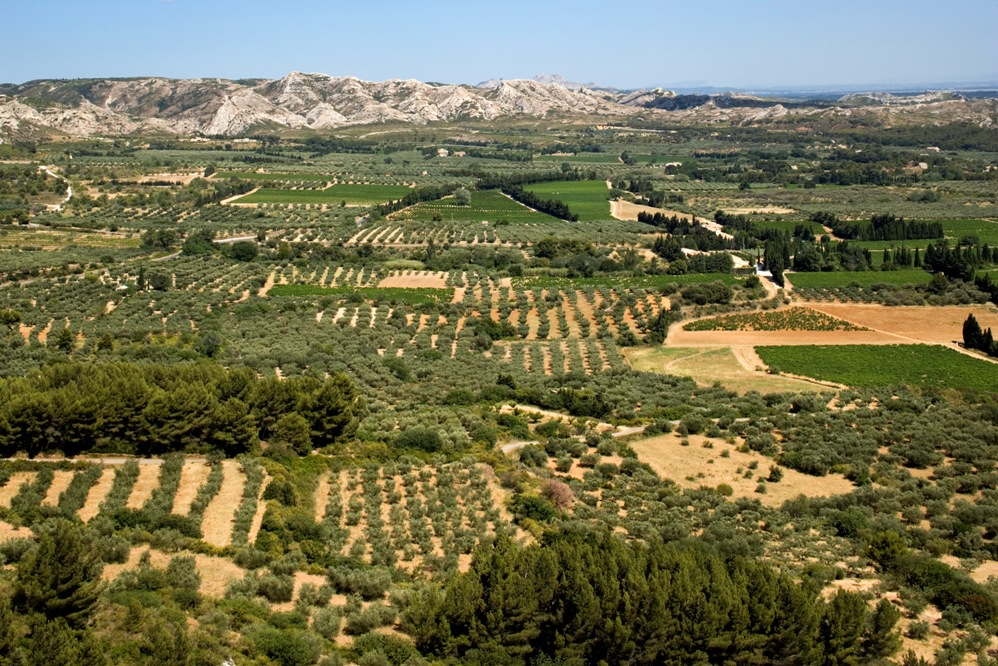
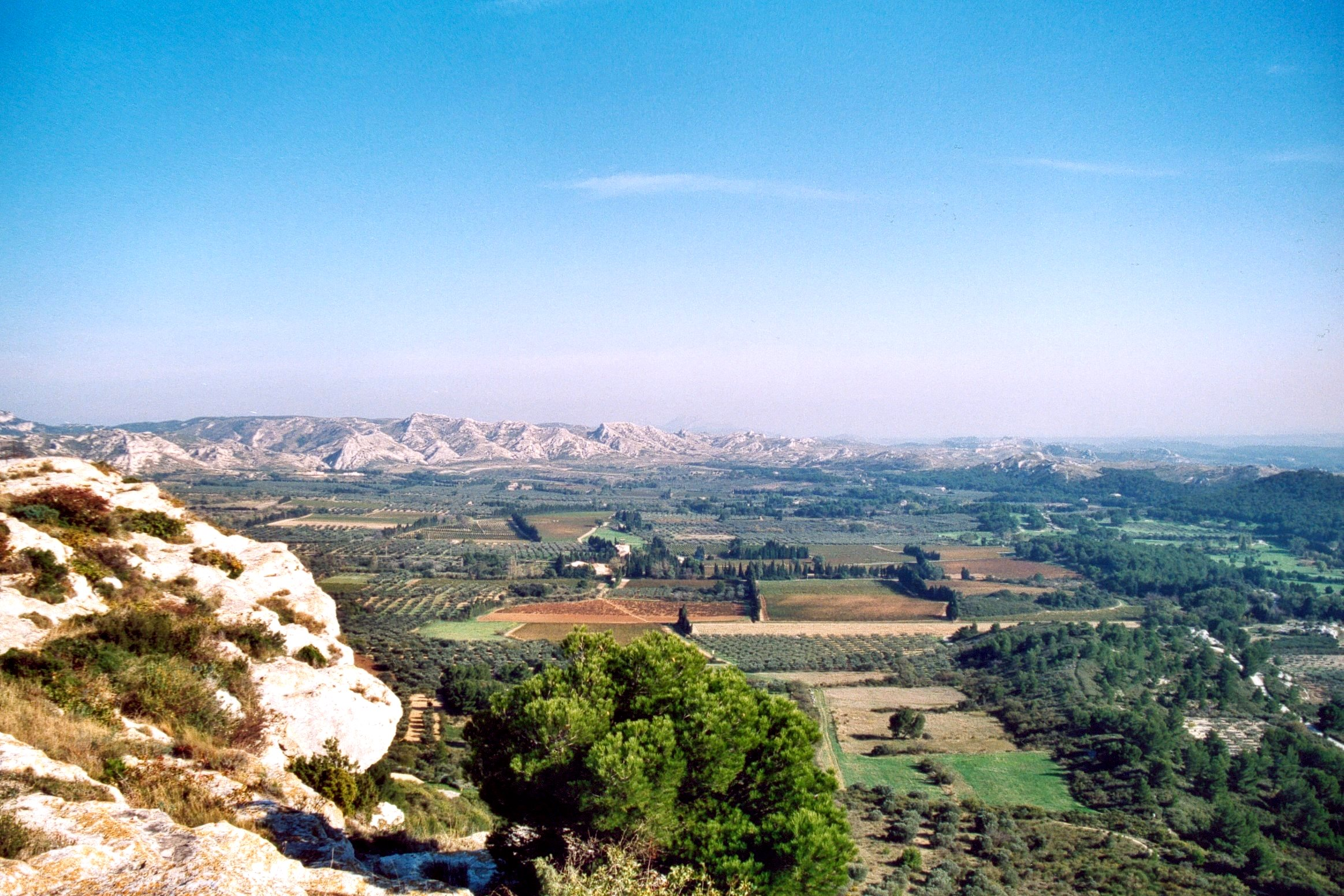